# Spiniphora dorsalis
Spiniphora dorsalis är en tvåvingeart som först beskrevs av Becker 1901.  Spiniphora dorsalis ingår i släktet Spiniphora och familjen puckelflugor. Arten är reproducerande i Sverige. Inga underarter finns listade i Catalogue of Life.